# WOM (Colombia)
Partners Telecom Colombia S.A.S. (haciendo negocios como WOM) es una empresa de telecomunicaciones colombiana. Surgió a partir de la llegada del fondo de inversión privado de origen británico Novator Partners LLP a Colombia en 2019 y tras la compra de Avantel S.A. en 2020.
El 22 de abril de 2022 el argentino Ramiro Lafarga asume el liderazgo de la compañía como CEO.

## Historia
WOM aparece en el mercado después de participar en la subasta del espectro para telefonía celular de Colombia en 2019.El 6 de noviembre de 2020, Novator Partners LLP anunció el lanzamiento de su marca «WOM» en Colombia, posicionándose como challenger del mercado. 
El operador adelantó negociaciones para la implementación de su interconexión con ETB y Movistar, con quienes llegó a acuerdos voluntarios.Por su parte, los procesos correspondientes con Tigo UNE y Claro iniciaron en el primer trimestre del 2021, después de que la Comisión de Regulación de Comunicaciones (CRC) les impusiera las condiciones correspondientes ante las negativas a brindar la interconexión de dichos operadores.
WOM culminó su proceso de interconexión con los demás operadores del país en abril de 2021: Claro, Movistar, Tigo UNE, ETB, y operadores virtuales.Posteriormente, en abril de 2021, el operador da a conocer su oferta comercial y de servicios a través de un evento de lanzamiento, y una campaña en redes y medios de comunicación.

#### Fusión WOM-Avantel
En julio de 2021, Partners Telecom Colombia S.A.S., hizo público su interés de fusionarse con Avantel. Después de un año del anuncio de fusión por parte de WOM, en agosto de 2022 fue aprobada por los entes regulatorios la fusión entre Avantel S.A.S. y Partners Telecom Colombia S.A.S.,  ambas compañías pertenecientes al grupo inversionista islandés Novator Partners. Los usuarios de Avantel tuvieron hasta el 26 de septiembre de 2022 para cambiar su SIM Avantel por una SIM WOM, o hacer portación a cualquier otro operador.

#### Primer aniversario de lanzamiento de la oferta comercial
Durante su primer año, WOM invirtió USD $706 millones en Colombia, instaló 3.832 antenas nuevas y en red 4G LTE, dispuso 400 tiendas y generó más de 2.300 empleos.Esto le permitió estar presente en la principales ciudades y regiones metropolitanas del país, con un total de 659 cabeceras municipales y más de 45 millones de personas.  
En términos de conectividad, el operador señaló que en la costa cubrió a 10,2 millones de habitantes en 162 municipios con 753 sitios instalados; en el noroccidente a 8,1 millones de habitantes en 92 municipios con 598 sitios instalados; en la región centro a 15,9 millones de habitantes en 219 municipios con 1.496 sitios instalados; en el oriente a 3,6 millones de habitantes impactados en 67 municipios con 394 sitios instalados; y en el suroccidente con 7,8 millones de habitantes impactados en 119 municipios con 591 sitios instalados.
Todo este esfuerzo hizo que la firma Ookla, dedicada a la inteligencia de redes e información sobre conectividad, premiara a WOM como la Red Mejor Calificada por los Usuarios en 2022 y la de Red Móvil con mayor velocidad de internet móvil en el país en ese mismo año.
Luego de casi tres años después de la apertura de su primera tienda en Colombia, WOM alcanzó cuatro millones de usuarios y un despliegue en más de 725 municipios con una red de 4G de última generación.

## Actividades en otros países
En 2005, Novator Partners LLC se instaló en Polonia bajo la marca «Play», situándose como cuarto operador del mercado, logrando consolidarse y competir con T-Mobile y Orange, alcanzando un 28% de participación de mercado, convirtiendo a este país en uno de los países con menor costo por servicios de telefonía móvil.[cita requerida]
En 2015 el mercado de la telefonía móvil de Chile se encontraba en manos de tres empresas, pero tras la entrada en el mercado de WOM (Chile), ésta alcanzó una participación del 23% al final de sus primeros cinco años de operación.[cita requerida]

## Temas técnicos y lanzamiento
Desde 2020 WOM adelantó negociaciones para la implementación de su interconexión con ETB y Movistar, con quienes llegó a acuerdos voluntarios. Por su parte, los procesos correspondientes con Tigo UNE y Claro iniciaron en el primer trimestre del 2021, después de la decisión emitida por la Comisión de Regulación de Comunicaciones (CRC).[cita requerida]

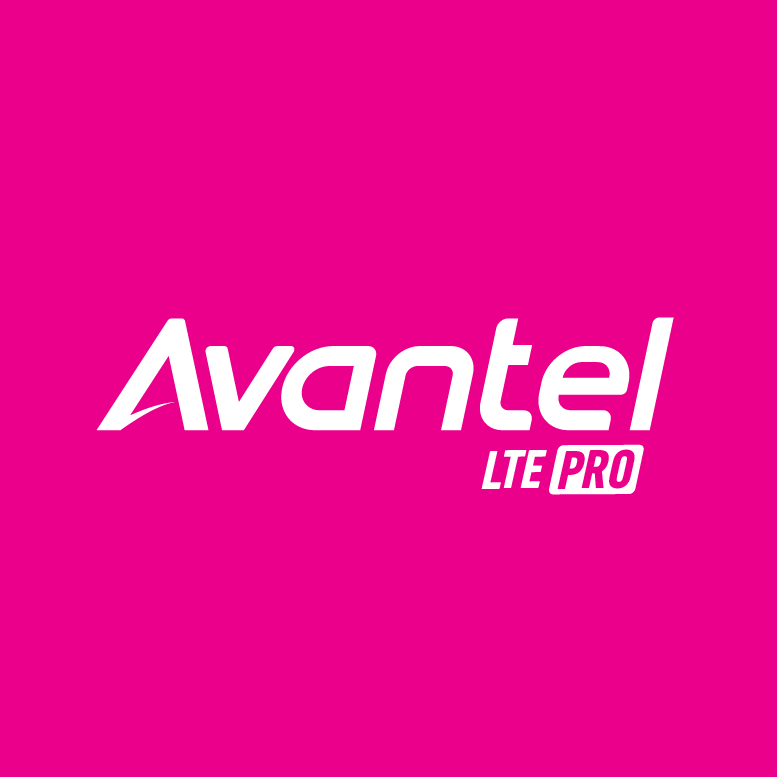
Logotipo de Avantel, la empresa antecesora de WOM

En Bogotá, el 6 de noviembre de 2020, Novator Partners LLP anunció el lanzamiento de su marca «WOM» como reemplazo de Avantel, la marca predecesora, y la intención de las empresas fusionadas es competir por el 25% del mercado colombiano de telecomunicaciones.
Inicialmente, WOM ha tenido varios inconvenientes con el acceso, uso y conexión al roaming automático nacional (RAN) con los otros operadores colombianos, presentándose dificultades en los tiempos y condiciones para su implementación, lo cual fue resuelto - parcialmente - a favor de Telecom Partners Colombia, por parte de la Comisión Reguladora de Comunicaciones.
WOM culminó su proceso de interconexión con los demás operadores del país en abril de 2021: Claro, Movistar, Tigo UNE, ETB, operadores virtuales y la propia Avantel. Y el 5 de abril del 2021, dio a conocer su oferta comercial y de servicios, a través de anuncios en televisión.

## Investigación
Tras su lanzamiento, WOM presentó en Colombia una agresiva campaña publicitaria, similar a la que había implementado en Chile, cuestionando a los operadores principales del mercado colombiano, por lo que se presentaron denuncias ante la Superintendencia de Industria y Comercio (SIC), por presunta publicidad engañosa al cliente. La empresa WOM se ha defendido, alegando que su intención era satírica, al referirse a sus dos principales competidores como «Clavostar», en alusión a Claro y Movistar. Por este asunto la SIC formuló pliego de cargos contra la empresa el 8 de abril de 2021, lo cual podría acarrearle una millonaria sanción.